# 米尔扎诺
米尔扎诺（義大利語：Milzano），是意大利布雷西亚省的一个市镇。总面积8平方公里，人口1773人，人口密度221.6人/平方公里（2009年）。国家统计（ISTAT）代码为017108。